# Rafael Núñez (Fußballspieler)
Rafael Leonardo Núñez Mata (* 25. Januar 2002 in Bonao) ist ein dominikanisch-spanischer Fußballspieler.

## Karriere

### Verein
Aus der Jugend von Rayo Vallecano wechselte Núñez in der U17 zu Atlético Madrid. Für die Madrilenen durchlief er alle weiteren U-Mannschaften und wurde in der U19 von Juni bis November 2021 nach Kanada zu Atlético Ottawa verliehen. Dort sammelte er in der Premier League einige Einsätze und wurde in fast jedem Spiel eingesetzt. Zurück in Madrid wechselte er im Januar 2022 in die B-Mannschaft von UD Almería. Seit August 2023 steht er bei Elche Ilicitano, dem Farmteam des FC Elche, unter Vertrag. Ab Januar 2024 gehörte er auch dem Kader der ersten Mannschaft an und gab am 4. März 2024 bei einem 3:0-Sieg über AD Alcorcón sein Debüt in der zweiten Liga, als er zur 78. Minute für Tete Morente eingewechselt wurde.

### Nationalmannschaft
Nachdem er mit der spanischen U16 und der U17 nur wenige Freundschaftsspiele bestritten hatte, wechselte er ab der U23 zur Auswahl der Dominikanischen Republik, mit der er bei seinen ersten Einsätzen im März 2021 unter anderem an dem Qualifikationsturnier für die Olympischen Sommerspiele 2020 teilnahm.
Sein Länderspieldebüt für die A-Nationalmannschaft war am 2. Juni 2022 bei einem 2:0-Sieg über Belize in der Nations League 2022/23, bei dem er in der Startelf stand und in der 66. Minute für Ronaldo Vásquez ausgewechselt wurde. Im weiteren Verlauf dieser Saison kam er zu drei weiteren Einsätzen.